# Sergej Jur'evič Sudejkin
Sergej Jur'evič Sudejkin (in russo Сергей Юрьевич Судейкин?; Smolensk, 19 marzo 1882 – Nyack, 12 agosto 1946) è stato uno scenografo e pittore russo.

## Biografia
Dopo essere stato espulso dalla Scuola di pittura, scultura e architettura di Mosca per disegni ritenuti osceni, si unì al Mir iskusstva. Qui conobbe Sergej Pavlovič Djagilev che nel 1906 lo invitò a Parigi per esibire alcune opere al Salon d'Automne.
Per Djagilev disegnò costumi e scenografie per La tragédie de Salomé di Florent Schmitt (1913) e collaborò con Nicholas Roerich nella realizzazione delle scenografie della prima de La sagra di primavera. Sposò la ballerina di origine russa Vera de Bosset che sarà in seguito la seconda moglie di Igor' Stravinskij.
Tra il 1924 e il 1931 lavorò stabilmente al Metropolitan Opera House, collaborando  per i costumi e le scenografie dei balletti di Igor' Fëdorovič Stravinskij Petruška nella nuova versione del 1925 con il Balletto Reale Danese e de Le rossignol del 1926; partecipò alla realizzazione delle opere Sadko e L'olandese volante. Nel 1935 fu lo scenografo della primo mondiale di Porgy and Bess.